# نیکا کنتچادزه
نیکا کنتچادزه (به گرجی: ნიკა კენჭაძე؛ زادهٔ ۱۷ آوریل ۱۹۹۷) یک کشتی‌گیر آزادکار اهل کشور گرجستان است.
از افتخارات وی می‌توان به کسب مدال برنز قهرمانی کشتی جهان ۲۰۲۱ اشاره کرد.

## فعالیت حرفه‌ای

### قهرمانی کشتی جهان ۲۰۲۱
کنتچادزه در وزن ۷۹ کیلوگرم کشتی آزاد قهرمانی کشتی جهان ۲۰۲۱ اسلو شرکت کرد، او در مسابقه های اول و دوم ماکسیم واسیلی‌اوگلو از رومانی و جورجیوس کوگیومتسیدیس از یونان را شکست داد اما در نیمه نهایی به محمد نخودی از ایران باخت و به دیدار رده‌بندی رفت. وی در دیدار رده‌بندی آرمان آواگیان از ارمنستان را شکست داد و مدال برنز را بدست آورد.